# Roni Remme
Roni Remme est une skieuse alpine canadienne, née le 14 février 1996 à Etobicoke. Elle fait partie des skieuses qui s'alignent dans toutes les disciplines du ski alpin et monte sur son premier podium en Coupe du monde le 24 février 2019 en prenant la deuxième place du combiné alpin de Crans Montana.

## Biographie
Sur les skis depuis qu'elle a deux ans, au club de Collonigwood, elle commence sa carrière dans les compétitions de la FIS lors de la saison 2011-2012. Cet hiver, elle participe aux Jeux olympiques de la jeunesse, où elle décroche la médaille d'argent du slalom derrière Petra Vlhová. En 2014, elle gagne les Championnats du Canada en descente. En 2014 et 2015, elle dispute les Championnats du monde junior, obtenant comme meilleur résultat une dixième place en slalom en 2015 à Hafjell. Elle part ensuite étudier à l'université de l'Utah et subit plusieurs opérations en 2017 pour régler divers problèmes physiques.
En décembre 2017, elle est présente pour la première fois en Coupe du monde à l'occasion de la descente de Lake Louise. Elle marque ses premiers points quelques semaines plus tard avec une 26e place au slalom de Lienz. Lors de sa course suivante, un slalom à Zagreb, elle arrive onzième. Elle obtient des victoires dans les cinq disciplines du ski alpin sur le circuit FIS et en Coupe nord-américaine et est sélectionnée en équipe du Canada pour les Jeux olympiques de Pyeongchang 2018 où elle se classe 27e du slalom, 37e du Super G, 23e de la descente, et abandonne dans le combiné. En fin d'année 2018, la Canadienne signe son premier top dix en Coupe du monde avec le huitième rang au slalom de Semmering.
En février 2019, elle est sélectionnée pour les Championnats du monde à Åre où elle est notamment 5e du combiné, avec le meilleur temps de la manche de slalom après avoir terminé 28e de la descente. La semaine suivante, elle monte sur son premier podium en Coupe du monde avec une deuxième place derrière Federica Brignone au combiné de Crans-Montana.
Aux Jeux olympiques d'hiver de 2022, à Pékin, elle est deux fois 24e en descente et super G.

## Palmarès

### Jeux olympiques
| Édition / Épreuve   | Descente | Super G | Slalom | Combiné |
| ------------------- | -------- | ------- | ------ | ------- |
| JO 2018 Pyeongchang | 23e      | 37e     | 27e    | Abandon |
| JO 2022 Pékin       | 24e      | 24e     | -      | Abandon |

### Championnats du monde
| Épreuve / Édition | Åre 2019     |
| ----------------- | ------------ |
| Descente          | 28e          |
| Super G           | Non-partante |
| Slalom            | 12e          |
| Combiné           | 5e           |

### Coupe du monde
- Meilleur classement général : 41e en 2019.
- 1 podium (en combiné).

#### Classements par saison
| Année/Classement | Général | Général | Descente | Descente | Slalom | Slalom | Slalom géant | Slalom géant | Super G | Super G | Combiné | Combiné |
| Année/Classement | Class.  | Points  | Class.   | Points   | Class. | Points | Class.       | Points       | Class.  | Points  | Class.  | Points  |
| ---------------- | ------- | ------- | -------- | -------- | ------ | ------ | ------------ | ------------ | ------- | ------- | ------- | ------- |
| 2018             | 96e     | 29      | -        | -        | 37e    | 29     | -            | -            |         | -       | -       | -       |
| 2019             | 41e     | 204     | 44e      | 9        | 20e    | 112    | -            | -            | 47e     | 3       | 2e      | 80      |
| 2020             | 53e     | 114     | 47e      | 6        | 25e    | 50     | -            | -            | -       | -       | 7e      | 58      |

### Coupe nord-américaine
- Meilleur résultat : neuf victoires (deux en descente, deux en super-G, trois en slalom, une en combiné et une en parallèle)
- Meilleur classements :
  - Descente : 1re en 2018.
  - Super-G: 1re en 2018.
  - Combiné : 2e en 2018.
  - Slalom géant : 15e en 2018.
  - Slalom : 1re en 2014.
- Meilleur classement général : 1re en 2018.

### Jeux olympiques de la jeunesse
- Innsbruck 2012 :
  -  Médaille d'argent en slalom.

### Championnats du Canada
- Vainqueur de la descente en 2014.